# Famalicão (Nazaré)
Famalicão est une freguesia portugaise située dans le sous-région Oeste.
Avec une superficie de 21,44 km2 et une population de 1 672 habitants (2001), la paroisse possède une densité de 78 hab/km2.